# Hans‐Peter Naumann
Hans‐Peter Naumann, född den 18 januari 1939 i Chemnitz, död den 12 maj 2020, var en tysk filolog och runolog. Han blev 1979 extraordinarie professor, och 1988 ordinarie professor i nordisk filologi, fram till 2004, vid Zürichs universitet.

## Priser och utmärkelser
Hans‐Peter Naumann fick Svenska Akademiens pris för introduktion av svensk kultur utomlands år 2009.